# Felip Casañas i Guri
Felip Casañas i Guri (Sabadell, 23 de juliol de 1923 - Sarrià, Barcelona, 30 de novembre de 2001) fou un sacerdot catòlic i professor català. Germà del també sacerdot Joan Casañas i Guri, es formà al Seminari Conciliar de Barcelona i es llicencià en teologia a la Pontifícia Universitat Gregoriana de Roma l'any 1950.
Fou ordenat prevere a Roma el dia 19 de març de 1950, mentre era alumne del Pontifici Col·legi Espanyol. De retorn a la diòcesi fou nomenat professor del Seminari Menor de Barcelona (1950) i encarregat de la parròquia de Sant Andreu de Llavaneres (1950). També fou vicerector del Seminari Major Interdiocesà de Catalunya (1961). L'any 1971 fou nomenat rector de l'església de Sant Cristòfol de Premià i arxipreste de Nostra Senyora de la Cisa. L'any 1981 fou enviat a l'Església de Sant Vicenç de Sarrià com a rector, càrrec que exercí fins a 1997, en què demanà quedar-se a la parròquia com a adscrit amb facultats de vicari. Durant els anys de rector fou també arxipreste de Sarrià durant 4 anys i administrador parroquial de l'Església de Santa Maria Reina (1988).
També fou membre del Consell Presbiteral de la diòcesi (1972) i membre de la Delegació Diocesana de Pastoral Sacramental i Litúrgia (1981). El 30 de novembre, quan tornava d'una trobada familiar, el sorprengué la mort a les portes de la casa rectoral, víctima d'un agreujament sobtat de l'afecció cardíaca que patia. A la parròquia de Sant Vicenç de Sarrià de Barcelona tingué lloc la missa exequial i l'acte d'enterrament de Mn. Felip Casanas.